# Willy Komen
Willy Rutto Komen (ur. 22 grudnia 1987 w dystrykcie Marakwet, w Prowincji Wielkiego Rowu) – kenijski lekkoatleta, długodystansowiec.

## Osiągnięcia
Specjalizuje się w biegu na 3000 metrów z przeszkodami. Zdobył w tej konkurencji złoty medal na mistrzostwach Afryki juniorów w 2005 w Tunisie, a następnie na mistrzostwach świata juniorów w 2006 w Pekinie. 
Zwyciężył na tym dystansie podczas igrzysk afrykańskich w 2007 w Algierze, przed swym utytułowanym rodakiem Ezekielem Kemboim.
Na mistrzostwach Afryki w 2008 w Addis Abebie zdobył w tej konkurencji brązowy medal.

## Rekordy życiowe
- bieg na 1500 metrów – 3:40,0 (29 września 2007, Nairobi)
- bieg na 3000 metrów (stadion) – 8:08,41 (19 maja 2010, Belém)
- bieg na 5000 metrów – 14:01,42 (27 maja 2007, Izmir)
- bieg na 3000 metrów z przeszkodami – 8:11,18 (14 września 2007, Bruksela)
- bieg na 3000 metrów (hala) – 7:50,34 (4 lutego 2007, Gandawa)